# Liste des évêques et archevêques de Cincinnati
Liste des évêques et archevêques de Cincinnati
(Archidioecesis Cincinnatensis)
Le diocèse de Cincinnati est créé le 19 juin 1821, par détachement de celui de Bardstown (en). Il est érigé en archidiocèse de Cincinnati le 19 juillet 1850.

## Évêques
- 19 juin 1821-† 26 septembre 1832 : Edward Fenwick, dominicain
- 8 mars 1833-19 juillet 1850 : John Baptist Purcell

## Archevêques
- 19 juillet 1850-† 4 juillet 1883 : John Baptist Purcell, promu archevêque.
- 4 juillet 1883-† 31 octobre 1904 : William Elder (William Henry Elder)
- 31 octobre 1904-† 5 janvier 1925 : Henry Moeller
- 8 juillet 1925-† 22 avril 1950 : John T. McNicholas (en) (John Timothy McNicholas)
- 14 juin 1950-19 juillet 1969 : Karl Alter (Karl Joseph Alter)
- 23 juillet 1969-† 1er juin 1972 : Paul Leibold (Paul Francis Leibold)
- 21 novembre 1972-8 juillet 1982 : Joseph Louis Bernardin, créé cardinal le 2 février 1983.
- 30 octobre 1982-21 décembre 2009 : Daniel Pilarczyk (Daniel Edward Pilarczyk)
- 21 décembre 2009-12 février 2025 : Dennis Schnurr (Dennis Marion Schnurr)
- depuis le 12 février 2025 : Robert Casey (Robert Gerald Casey)

## Galerie de portraits

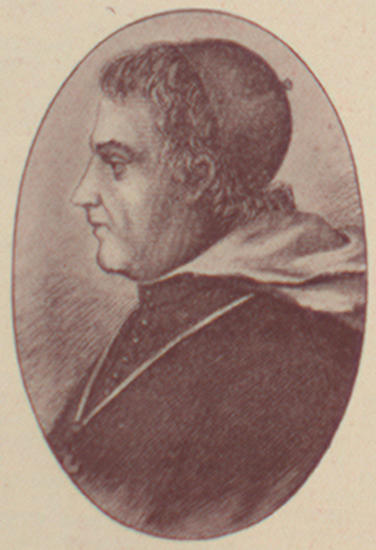
Edward Fenwick (1821-1832)
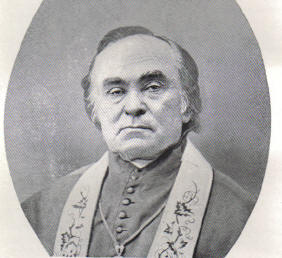
Mgr John Baptist Purcell (1833-1883)
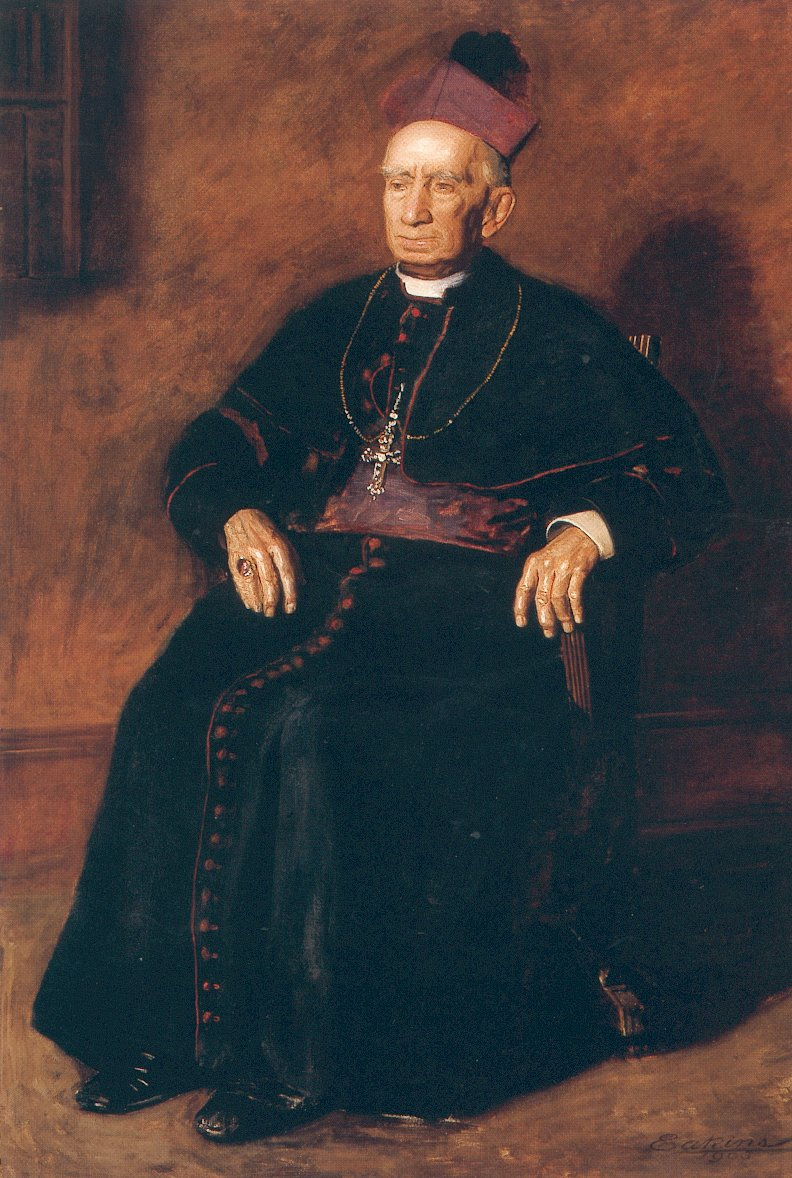
William Elder (1883-1904)

## Sources
- L'Annuaire Pontifical, sur le site http://www.catholic-hierarchy.org, à la page